# Dipseliopoda biannulata
Dipseliopoda biannulata är en tvåvingeart som först beskrevs av H. Oldroyd 1953.  Dipseliopoda biannulata ingår i släktet Dipseliopoda och familjen lusflugor.
Artens utbredningsområde är Nigeria. Inga underarter finns listade i Catalogue of Life.